# Turbina suffruticosa
Turbina suffruticosa är en vindeväxtart som först beskrevs av William John Burchell, och fick sitt nu gällande namn av Adrianus Dirk Jacob Meeuse. Turbina suffruticosa ingår i släktet Turbina och familjen vindeväxter. Inga underarter finns listade i Catalogue of Life.